# Второй Брагский собор
Второ́й Бра́гский собо́р (лат. Synodus Bracarinsis secunda) — поместный собор епископов королевства свевов, состоявшийся 1 июня 572 года в городе Брага (современная Португалия).
Собор был созван по инициативе епископа Браги и Думио святого Мартина и при покровительстве короля Миро. Во Втором Брагском соборе приняли участие все 12 епископов обеих митрополий, Брагской и Лугской, находившихся на территории Свевского государства. Председательствовал на собрании святой Мартин Брагский, как глава наиболее почётной кафедры королевства.
В начале заседания были зачитаны акты некоторых предыдущих соборов, осуждающие различные ереси и случаи мздоимства среди священнослужителей. Затем участники собора приняли 10 канонов. В них говорилось, что священники должны вести проповедь правильной христианской жизни среди мирян и следить за исполнением этого (канон № 1), а епископы не должны угнетать подчинённых им священнослужителей (канон № 2), что священники не должны требовать с мирян платы за проведение ими различных таинств (каноны № 3—8). Также собором объявлялся порядок установления времени переходящих праздников (канон № 9) и вновь осуждались сторонники присциллианства (канон № 10).
Формулировки, использованные в актах Второго Брагского собора, свидетельствуют о полном закреплении в церкви Свевского государства принятого свевами на Первом Брагском соборе ортодоксального христианства. В преамбуле документов этого собора впервые в истории соборов западного (римского) христианства была применена формула «Regnante Domino nostro Jesu Christo» («В царствование Господина нашего Иисуса Христа») — прообраз распространившейся позднее датировки событий «от Рождества Христова». Так как акты Второго Брагского собора сохранились только в позднейших копиях и содержали некоторые неточности, они долгое время не имели широкой известности в католическом мире и только в начале XIII века папа римский Иннокентий III специальной буллой подтвердил их подлинность.
Кроме того, на соборе был рукоположён в епископский сан первый глава Бритонской епархии Майлок.
Акты собора
- Incipit synodus Bracarensis secunda (лат.). Benedictus Levita. — извлечение из Кодекса № 1341 Ватиканский апостольской библиотеки. Дата обращения: 1 ноября 2009. Архивировано 10 апреля 2012 года.